# Characidium steindachneri
Characidium steindachneri és una espècie de peix de la família dels crenúquids i de l'ordre dels caraciformes.

## Morfologia
- Els mascles poden assolir 4,1 cm de llargària total.[6]

## Hàbitat
Viu en zones de clima tropical entre 22 °C - 25 °C de temperatura.

## Distribució geogràfica
Es troba a Sud-amèrica: conques de la Guaiana i dels rius Amazones i Orinoco.